# Месбауеров ефекат
Месбауеров ефекат је појава да се промена енергије емитованих гама фотона настала узмаком емитера, може уклонити 'уграђивањем' емитера у кристалну решетку. Ефекат је открио Рудолф Месбауер 1957. и за његово откриће Нобелову награду за физику 1961. поделио са Робертом Хофштадером (који се бавио расејањем електрона на атомским језгрима).

## Опис
Код гасова резонантна емисија и апсорпција x-зрака већ је била опажена и слично се очекивало са гама зрацима. Међутим, код гама зрака ефекат није опажен због узмака језгра приликом емисије зрака. Део енергије зрачења се троши на кинетичку енергију узмаклог језгра па је енергија фотона, те отуда и фреквенција зрака, мања од оне коју би фотони имали да узмака нема. Та мала промена фреквенције доводи до губитка резонанције. Месбауер је успео да опази резонантну апсорпцију у чврстом иридијуму, па се постављало питање зашто је резонантна апсорпција могућа у чврстом а не и у гасовитмо стању. Месбауер је предложио да, за атоме везане у кристалну решетку под извесним условима може да дође до емисије зрачења без узмака.
Гама зраци (фотони) настају када атомско језгро прелази из нестабилног високоенергијског стања у стабилно стање ниже енергије. Могућ је и обрнут процес у којем језеро у нижем енергијском стању апсорбује гама фотон и прелази у побуђено стање. Међутим, јегро може да апсорбује само оне фотоне чија се енергија поклапа са енергијском разликом међу нивиоима. Поклапање тих енергија је нужно јер се могући вишак или мањак енергије фотона не може ни примити ни предати због квантне природе атомских појава. Тај услов за једнакост енергије фотона и енергијске разлике међу нивоима назива се резонантни услов а појава резонантна апсорпција. Дакле, побуђено језгро емитује гама зраке а језгро у основном стању може да их апсробује. Енергије емитованих зрака карактеристичне су за свако језгро, или сваки пар енергијских нивоа. Међутим, чак и тада оне су распршене унутар малог интервала који се зове ширина прелаза. Та недоређеност последица је коначног времена живота побуђеног стања и сагласно Хајзенбергова релација неодређености ширина прелаза обрнуто је пропорционална његовој дужини живота.
Енергија емитованог гама фотона одговара енергији нуклеарног прелаза умањеној за енергију изгубљену у узмаку језгра. (Узмак код језгра истог је порекла као трзај топа или пушке приликом испаљивања зрна а последица је закона акције и реакције.) Ако је изгубљена «енергија узмака» мала у поређењу са ширином прелаза узмак ће бити неприметан и тада фотон може да буде апсорбован од стране истог језгра које је у основном стању. Додатна енергија узмака губи се и приликом апсорпције фотона па да би дошло до до резонантне апсорпције енергија узмака мора бити мања од половине ширине прелаза. Јер, ако је укупна енергија узмака већа од ширине прелаза губи се резонантни услов.
Величина изгубљене енергије  расте са квадратoм енергије гама фотона,  а опада са масом емитера или апсорбера, М:
{\displaystyle E_{R}={\frac {E_{\gamma }^{2}}{2Mc^{2}}}}
где је c брзина светлости. Код гасова емитери и апсорбери су појединачна атомска језгра чија је маса довољно мала да губици услед узмака буду значајни што спречава резонанцију. Иста једначина важи и за х-зраке само што је енергија њихових фотона знатно мања па за исту масу и енергија узмака постаје занемарива и отуда резонанција очувана.
Због квантне природе чврстог тела, вибрационе енергије атома везаних у кристалну решетку су квантиране. Ако енергија узмака није довољна да побуди решетку у следеће вибрационо стање онда цео кристал делује као тело које узмиче. Дакле, маса М у горњој једначини постаје огромна и емисија се одиграва без узмака. Тада је енергија емитованог фотона једнака енергији прелаза и може да доће до резонанције. 
По природи гама зраци имају врло уске прелазе (мале ширине прелаза) због чега се и најмања промена у нуклеарним енергијским нивоима одражава на њиховој фреквенцији. Зато гама зраци могу да се користе за испитивање међуделовања електрона и атомских језгара. То представља основу за Месбауерову спектроскопију у којој је спретном комбинацијом Месбауеровог са Доплеровим ефектом могуће пратити врло фине промене у електронском омотачу.